# Li Dian
Li Dian (fl. III secolo) è stato un generale cinese del periodo dei Tre Regni.
Era un grande amico di Cáo Cāo, e lo accompagnò fin dall'inizio in molte battaglie, tra cui Guan Du e Chi Bi.
È noto soprattutto per aver difeso con successo il castello di He Fei, minacciato dal re Wu Sun Quan. Insieme ai generali Wei Zhang Liao e Yu Jin organizzò le difese di He Fei in base a un messaggio ricevuto da Cáo Cāo, che diceva: <Zhang Liao e Li Dian, combattete fuori dalle mura. Yu Jin, proteggi il castello>.
Nella battaglia di He Fei Yu Jin attirò l'esercito Wu ritirandosi verso He Fei. Li Dian e Zhang Liao allora attaccarono ai fianchi l'esercito Wu, che in prima linea contava anche l'imperatore Sun Quan. Quest'ultimo, vedendo che la battaglia si stava complicando, decise di ritirarsi, ma le truppe di Li Dian avevano distrutto il ponte di Xiao Shi, l'unica via di fuga dalla quale avrebbe potuto disimpegnarsi l'esercito Wu: Sun Quan era in trappola.
Anche se Sun Quan riuscirà a salvarsi saltando con un cavallo oltre il ponte distrutto, aveva subito una sconfitta vergognosa (al comando di oltre 100.000 uomini non era riuscito ad espugnare un castello difeso da poco più di 2.000 uomini). Li Dian ebbe ad He Fei il momento di massimo splendore militare.